# Philorus vanduzeei
Philorus vanduzeei är en tvåvingeart som beskrevs av Alexander 1963. Philorus vanduzeei ingår i släktet Philorus och familjen Blephariceridae. Inga underarter finns listade i Catalogue of Life.